# Udiča
Udiča és un poble i municipi d'Eslovàquia que es troba a la regió de Trenčín.

## Història
La primera menció escrita de la vila es remunta al 1321.

## Demografia
| Godina             | 1994 | 2004   | 2014   | 2024   |
| ------------------ | ---- | ------ | ------ | ------ |
| Nombre de persones | 2203 | 2234   | 2193   | 2249   |
| Diferència         |      | +1,40% | −1,83% | +2,55% |

| Godina             | 2023 | 2024   |
| ------------------ | ---- | ------ |
| Nombre de persones | 2228 | 2249   |
| Diferència         |      | +0,94% |